# Végy egy mély lélegzetet
A Végy egy mély lélegzetet (eredeti cím: Keep Breathing) 2022-es amerikai drámasorozat, amelyet Martin Gero és Brendan Gall alkotott. A főbb szerepekben Melissa Barrera, Jeff Wilbusch, Florencia Lozano, Juan Pablo Espinosa, Austin Stowell és Getenesh Berhe látható.
Amerikában és Magyarországon 2022. július 28-án mutatta be a Netflix.

## Ismertető
Amikor egy kisrepülőgép lezuhan a kanadai vadon közepén, egy magányos nőnek meg kell küzdenie az elemekkel és az esélyekkel a túlélésért.

## Szereplők
| Szereplők    | Színész             | Magyar hang            | Leírás                                                                      |
| ------------ | ------------------- | ---------------------- | --------------------------------------------------------------------------- |
| Liv          | Melissa Barrera     | Podlovics Laura        | Éles eszű ügyvéd, aki a kanadai vadon közepén zuhan le.                     |
| Danny        | Jeff Wilbusch       | Horváth-Töreki Gergely | Liv régi-új szerelme.                                                       |
| Liv anyukája | Florencia Lozano    | Bertalan Ágnes         | Liv anyukája.                                                               |
| Liv apja     | Juan Pablo Espinosa |                        | Liv apja.                                                                   |
| Sam          | Austin Stowell      | Szatory Dávid          | Másodpilóta, aki hagyja, hogy Liv velük repüljön.                           |
| Ruth         | Getenesh Berhe      |                        | Liv munkatársa és barátja, aki kezdetben randevút szervez neki és Dannynek. |

### Magyar változat
- Magyar szöveg: Pozsgai Rita
- Hangmérnök: Gajda Mátyás
- Vágó: Kránitz Bence
- Gyártásvezető: Újréti Zsuzsa
- Szinkronrendező: Pupos Tímea
- Produkciós vezető: Haramia Judit

A szinkront az Iyuno Hungary készítette.

## Epizódok
| Sor. | Év. | Cím                                              | Rendező           | Író                                      | Premier          |
| ---- | --- | ------------------------------------------------ | ----------------- | ---------------------------------------- | ---------------- |
| 1.   | 1.  | Az érkezés (Arrivals)                            | Maggie Kiley      | Brendan Gall és Martin Gero              | 2022. július 28. |
| 2.   | 2.  | Tűz és víz (Fire & Water)                        | Maggie Kiley      | Brendan Gall és Martin Gero              | 2022. július 28. |
| 3.   | 3.  | A szükségletek hierarchiája (Hierarchy of Needs) | Maggie Kiley      | Brendan Gall és Martin Gero              | 2022. július 28. |
| 4.   | 4.  | Indulás (Departures)                             | Rebecca Rodriguez | Martin Gero, Brendan Gall és Iturri Sosa | 2022. július 28. |
| 5.   | 5.  | Ébrenlét és álom között (Awake & Dreaming)       | Rebecca Rodriguez | Brendan Gall és Martin Gero              | 2022. július 28. |
| 6.   | 6.  | Otthon vagy (You Are Home)                       | Rebecca Rodriguez | Brendan Gall és Martin Gero              | 2022. július 28. |

## A sorozat készítése
2021 februárjában berendelték a sorozatot. A sorozatot Martin Gero és Brendan Gall készíti, írja és vezető producere is. A Warner Bros. Television gyártja a sorozatot. 2021 júniusában Maggie Kiley csatlakozott a sorozathoz, mint vezető producer és az első három epizód rendezője. 2022 júniusában a sorozat új címet kapott: Végy egy mély lélegzetet.
A forgatás 2021. június 28-án kezdődött Vancouverben, és 2021. szeptember 20-án fejeződött be.